# دير المزبل (الحديدة)
دير المزبل هي إحدى قرى مديرية السخنة، التابعة لمحافظة الحديدة اليمنية، بلغ تعداد سكانها 2064 نسمة حسب الإحصاء الذي أجري عام 2004م.